# Zichy János (miniszter)
Gróf zicsi és vázsonykői Zichy János Baptista Mária Szilveszter Ferdinánd Henrik György Kamilló Aladár (Nagyláng, 1868. május 30. – Nagyláng, 1944. január 6.) jogász, császári és királyi kamarás, valóságos belső titkos tanácsos, nagybirtokos, a Magyar Királyság kultuszminisztere, legitimista politikus, agrárius, az MTA igazgató tagja (1925), az Aranygyapjas rend lovagja.

## Életpályája

### Családja és származása
Az ősrégi főnemesi származású gróf zicsi és vázsonykői Zichy család sarja. Apja idősebb gróf Zichy János (1835–1905), császár és királyi kamarás, anyja gróf Marie von Redern (1840–1910), Erzsébet királyné palotahölgye, csillagkeresztes hölgy volt. Apai nagyszülei gróf Zichy György (1805–1879), császári és királyi kamarás, nagybirtokos, és gróf erdődi Pálffy Ludovika (1804–1866) csillagkeresztes hölgy voltak. Anyai nagyszülei gróf Heinrich von Redern (1804–1888), porosz diplomata, és Odescalchi Vittoria (1811–1889) hercegnő voltak. Apai dédszülei zicsi és vázsonykői gróf Zichy János Nepomuk (1777–1830) császári és királyi kamarás, nagybirtokos, és gróf Colloredo Waldsee Franciska (1783–1835) asszony voltak. Anyai dédszülei, herceg Innocenzo Odescalchi (1778–1833), valóságos belső titkos tanácsos, Ferdinánd osztrák császár és magyar király főudvarmestere, és buzini gróf Keglevich Borbála Anna Alojzia (1779–1813) voltak. Zichy János gróf nagybátyja, gróf zicsi és vázsonykői Zichy Nándor (1829–1911) politikus, országgyűlési képviselő, a Katolikus Néppárt alapítója; öccse, dr. gróf zicsi és vázsonykői Zichy Gyula (1871–1942), pécsi püspök, kalocsai érsek, valóságos belső titkos tanácsos, pápai trónálló, a magyar országgyűlés felsőházi tagja, Bács-Bodrog vármegye örökös főispánja volt.

### Politikusi pályája
A középiskolát a jezsuiták kalksburgi kollégiumában és Székesfehérvárott, a ciszterciek gimnáziumában végezte el. A jogot 1887. október 17. és 1888. augusztus 9. között Berlinben, majd a Budapesti Tudományegyetemen végezte. Jogi tanulmányait követően 1892-ben államtudományi doktor lett. Mint budapesti egyetemi hallgató, egyik alapítója volt a Szent Imre önképző-egyletnek. Tanulmányainak befejezése után jogi és gazdasági ismereteinek kiegészítése céljából bejárta Németországot, Olaszországot, Franciaországot, Dániát, Belgiumot és Hollandiát. Hazatérve közigazgatási szolgálatba lépett: 1893-ban Fejér vármegyei tiszteletbeli aljegyzője lett. 1894-től a cenzus alapján a főrendiház tagja volt. Ifjabb éveiben politikai cikkeivel tette ismertté nevét. Megalapította a Keresztény Fogyasztási Szövetkezetet, mely később beolvadt a Hangya Szövetkezetbe. Megalakulása óta az elnöke volt az Országos Katolikus Szövetségnek.
1896-tól országgyűlési képviselő volt a néppárti programmal a zurányi kerület nevében. Ismeretes, hogy Ferenc Ferdinánd trónörökös bizalmasai közé tartozott. A főherceghez való bizalmas viszonya egy ízben súlyos konfliktushoz vezetett Széll Kálmán akkori miniszterelnök és a trónörökös között. A trónörökös ugyanis Pétervárra készült 1899-ben, a cári udvar látogatására és a magyar főurak közül Zichy János grófot óhajtotta magával vinni. Széll Kálmán ezt rossz néven vette, mert Zichy János, mint a néppárt elnöke, exponált ellenzéki politikus volt. Panaszt emelt a királynál, aki ezt követően rávette a trónörököst eredeti terve elejtésére. A főherceg engedni volt kénytelen és Festetics Tasziló herceg kíséretében ment Pétervárra. Zichy János gróf egyébként később elvesztette a főherceg kegyeit, még pedig azért, mert mint kultuszminiszter megszervezte és felállította a görögkatolikus magyar püspökséget. Zichy János gróf hosszú éveken át a Katolikus Néppárt elnöke, de 1903-ban pártja házszabály-módosítás elleni határozata miatt kilépett, és 1906 májusában csatlakozott az Országos Alkotmánypárthoz, annak programjával a szabadbárándi kerület országgyűlési képviselője lett. Az 1905–1906-iki belpolitikai válság során a király többizben kikérte véleményét és 1908-ban titkos tanácsosává nevezte ki. A párt feloszlatása után a Nemzeti Munkapárt tagja lett. 1908-ban belső titkos tanácsosi kinevezést kapott, 1909 novemberétől decemberig dezignált miniszterelnök.
1910. március 1-je és 1913. február 26-a, majd 1918. május 8-a és október 31-e között vallás- és közoktatásügyi miniszter a második Khuen-Héderváry-kormányban, a Lukács-kormányban, majd a harmadik Wekerle-kormányban. Tárcájáról a Dési—Lukács perben tett tanúvallomása miatt mondott le 1913-ban. Az első világháborús Wekerle-kormányban ismét vallás- és közoktatásügyi miniszter volt. A forradalmak alatt teljesen visszavonult nagylángi birtokára egy darabig, és csak az első nemzetgyűlés feloszlatása után hallatta ismét szavát, amikor a legitimista politikusok tömörítése céljából; megalakította a Nemzeti összetartás Körét. Titokban részt vett a Tanácsköztársaság idején Bécsben szervezett ellenforradalmi mozgalomban (Antibolsevista Comité). 1922-től ismét nemzetgyűlési illetve országgyűlési képviselő volt, haláláig. 1922-ben létrehozta a legitimista Nemzeti Összetartás Társaskörét, később 1925-ben a Keresztény Gazdasági és Szociális Pártot (köznapi nevén „kereszténypártot”), amelynek elnöke volt, párt amelybe tömörítette a mérsékelt legitimista politikusokat: ifjabb gróf Andrássy Gyula, őrgróf Pallavicini György és dr. boldogfai Farkas Tibor, akik szintén jó barátainak számítottak. Irányító egyénisége a katolikus társadalmi mozgalmaknak és az e körbe tartozó egyesületek legtöbbjében vezető tisztséget tölt be. 1926-ban Győrött és Móron (az utóbbi mandátumról lemondott) és 1931-ben az adonyi kerületben országgyűlési képviselőséget vállalt. Parlamenti felszólalásának mindig erős visszhangja volt. Igen nagy feltűnést keltett a frankvitában elhangzott beszéde, amelyben megvédte Bethlent és legújabban (1931 november 10-én) elmondott beszéde, amelyben viszont ellene fordult gróf Bethlen Istvánnak, a „magasabb kormányzati etika" követeléséi támasztva vele szemben. 
Megalakulása óta elnöke az Országos Katholikus Szövetségnek. Pártja támogatta a Bethlen- és a Károlyi-kormányt, de a Gömbös-kormány megalakulása után főként közjogi kérdésekben gyakran szembekerüld a miniszterelnökkel. Parlamenti és más közszereplései során rendszeresen sürgette a „királykérdés” megoldását; lankadatlan agitációjáért 1934-ben Habsburg Ottótól az aranygyapjas rendet kapta. Az 1935. évi általános választáson az ipolysági választókerületben kapott mandátumot és pártja ezen az országgyűlésen kezdetben ellenzéki álláspontot foglalt el. Az 1935. évi országgyűlésen a legitimista érzésű politikusok tömörítésére pártja kereteit kibővítette és a Friedrich-féle Keresztény Ellenzék, továbbá a Nemzeti Legitimista Néppárt beolvasztásával megalakította az Egyesült Kereszténypártot, amelynek elnöke lett. Később a Darányi-kormány idején a jóindulatú semlegesség álláspontjára helyezkedett, majd amidőn Imrédy Béla került a kormány élére és igyekezett az Egyesült Kereszténypárt támogatását is megnyerni, pártja élén üdvözölte a miniszterelnököt, mint akinek célkitűzései azonosak a kereszténypárt célkitűzéseivel. 
A Nemzeti Egység Pártjából történt csoportos kilépések után egyre szorosabbá vált az a kötelék, amely pártját a kormányhoz fűzte. Az 1939. évi általános választáson az Egyesült Kereszténypárt jelöltjei több választókerületben a Magyar Élet Pártjának listáján szerepeltek, egyéni választókerületekben pedig a Magyar Élet Pártjának vezetősége a párt jelöltjeivel szemben jóindulatú semlegességet tanúsított. Zichy János gróf politikai pályája során mindig irányító egyénisége volt a katolikus társadalmi mozgalomnak. A Katolikus Központi Kongruabizottságban, amely a vallás- és közoktatásügyi minisztérium mellett működött, másodelnöke és tagja volt a katolikus vallási és tanulmányi alapokra felügyelő bizottságnak. Elnöke volt az Országos Katolikus Népszövetségnek, a Magyar Tudományos Akadémia és a Szent István Akadémia igazgatótanácsnak, a Nemzeti Zenedének és a Nemzeti Szállón Művészeti Egyesületnek. A gazdasági életben is jelentős szerepet töltött be: elnöke volt a Magyar Földhitelintézet igazgatóságának, tagja az Első Magyar Általános Biztosító Társaság és a Pesti Magyar Kereskedelmi Bank igazgatóságának.
1944. január 6-án Nagylángon hunyt el.

## Házassága és gyermekei
1893. június 24-én Budapesten vette feleségül zicsi és vázsonykői gróf Zichy Margit Johanna Mária Guidobaldine Leopoldine (*Graz, 1874. július 15.–†Baden bei Wien, 1963. január 30.) csillagkeresztes hölgyet, akinek az atyja, zicsi és vázsonykői gróf Zichy Géza (1849–1924), író, zeneszerző, anyja, karátsonyfalvi és beodrai gróf Karátsonyi Melanie (1855–1894) csillagkeresztes hölgy volt. Apai nagyszülei zicsi és vázsonykői gróf Zichy Lipót (1805–1869), császári és királyi kamarás, és sztárai és nagymihályi gróf Sztáray Mária (1821–1891) csillagkeresztes hölgy voltak. Anyai nagyszülei gróf karátsonyfalvi és beodrai Karátsonyi Guido (1817-1885) nagybirtokos, politikus, és puchói és csókai Marczibányi Anna Mária voltak. Zichy János gróf és Zichy Margit grófnő házasságából született:
- gróf Zichy János Géza György Lipót Henrik Guido Mária (Nagyláng, 1894. szeptember 28.–Darlinghurst, Új-Dél-Wales, Ausztrália, 1976. január 26.), császári és királyi lovaskapitány, földbirtokos.[10]
- gróf Zichy Pál Mária János Géza Domokos Lőrinc József Gyula (Nagyláng, 1896. augusztus 4.–Oberalm, Ausztria, 1974. július 23.), császári és királyi lovaskapitány, földbirtokos. Felesége: galántai gróf Esterházy Margit (1904. szeptember 23.–1990. augusztus 24.). Zichy Pál gróf és Esterházy Margit grófnő fia, gróf Zichy Péter (1924–2008), jogász, emlékiratíró, a recski munkatábor egyik foglya.
- gróf Zichy György Mária János Géza Lipót Alajos József (Nagyláng, 1900. május 4.–Bécs, Ausztria, 1967. szeptember 29.). Felesége: futaki gróf Hadik Marie-Eduardine (Mosdós, 1912. szeptember 7.–Bécs, 1980. november 21.).

## Elismerései
- Habsburg Ottó az Aranygyapjas rend lovagjává avatta 1934-ben

## Művei
- Nyílt levél a 67-es alapon állókhoz (Székesfehérvár, 1907)

## Származása
| zicsi és vázsonykői gróf Zichy János (Nagyláng, 1868. május 30. – Nagyláng, 1944. január 6.) jogász, császári és királyi kamarás, valóságos belső titkos tanácsos, nagybirtokos, a Magyar Királyság kultuszminisztere, legitimista politikus, agrárius, az MTA igazgató tagja (1925), az Aranygyapjas rend lovagja. | Apja: zicsi és vázsonykői gróf Zichy János Baptist György Kamilló Aladár Szilveszter (Bécs, 1835. december 31. – Nagyláng, 1905. november 28.) császári és királyi kamarás, nagybirtokos | Apai nagyapja: zicsi és vázsonykői gróf Zichy György János Nepomuk (Nagyláng, 1805. augusztus 10. – Nagyláng, 1879. október 28.) császári és királyi kamarás, nagybirtokos | Apai nagyapai dédapja: zicsi és vázsonykői gróf Zichy János Nepomuk (Nagyláng, 1777. június 30. – Nagyláng, 1830. július 26.) császári és királyi kamarás, nagybirtokos (Szülei: gróf Zichy János és báró luzsnai és regliczei Luzsénszky Terézia)                                                   |
| zicsi és vázsonykői gróf Zichy János (Nagyláng, 1868. május 30. – Nagyláng, 1944. január 6.) jogász, császári és királyi kamarás, valóságos belső titkos tanácsos, nagybirtokos, a Magyar Királyság kultuszminisztere, legitimista politikus, agrárius, az MTA igazgató tagja (1925), az Aranygyapjas rend lovagja. | Apja: zicsi és vázsonykői gróf Zichy János Baptist György Kamilló Aladár Szilveszter (Bécs, 1835. december 31. – Nagyláng, 1905. november 28.) császári és királyi kamarás, nagybirtokos | Apai nagyapja: zicsi és vázsonykői gróf Zichy György János Nepomuk (Nagyláng, 1805. augusztus 10. – Nagyláng, 1879. október 28.) császári és királyi kamarás, nagybirtokos | Apai nagyapai dédanyja: gróf Franciska von Colloredo Wallsee (Pozsony, 1783. június 1. – Pozsony, 1835. február 7.) csillagkeresztes-hölgy (Szülei: gróf Joseph Collodero Wallsee és kisserényi gróf Serényi Franciska)                                                                              |
| zicsi és vázsonykői gróf Zichy János (Nagyláng, 1868. május 30. – Nagyláng, 1944. január 6.) jogász, császári és királyi kamarás, valóságos belső titkos tanácsos, nagybirtokos, a Magyar Királyság kultuszminisztere, legitimista politikus, agrárius, az MTA igazgató tagja (1925), az Aranygyapjas rend lovagja. | Apja: zicsi és vázsonykői gróf Zichy János Baptist György Kamilló Aladár Szilveszter (Bécs, 1835. december 31. – Nagyláng, 1905. november 28.) császári és királyi kamarás, nagybirtokos | Apai nagyanyja: gróf erdődi Pálffy Ludovika Ernestina Eleonóra Leopoldina Karolina (Pozsony, 1805. január 1.– Nagyláng, 1866. január 17.) csillagkeresztes-hölgy           | Apai nagyanyai dédapja: gróf erdődi Pálffy Lipót (Pozsony, 1764. június 24.– Pozsony, 1825. február 24.) Pozsony vármegye főispánja (Szülei: gróf erdődi Pálffy Lipót és Maria Theresia von Daun) |
| zicsi és vázsonykői gróf Zichy János (Nagyláng, 1868. május 30. – Nagyláng, 1944. január 6.) jogász, császári és királyi kamarás, valóságos belső titkos tanácsos, nagybirtokos, a Magyar Királyság kultuszminisztere, legitimista politikus, agrárius, az MTA igazgató tagja (1925), az Aranygyapjas rend lovagja. | Apja: zicsi és vázsonykői gróf Zichy János Baptist György Kamilló Aladár Szilveszter (Bécs, 1835. december 31. – Nagyláng, 1905. november 28.) császári és királyi kamarás, nagybirtokos | Apai nagyanyja: gróf erdődi Pálffy Ludovika Ernestina Eleonóra Leopoldina Karolina (Pozsony, 1805. január 1.– Nagyláng, 1866. január 17.) csillagkeresztes-hölgy           | Apai nagyanyai dédanyja: báró Charlotte Jöchlinger von Jochenstein (Klagenfurt, 1778. április 15.– Bécs, 1851. április 1.) csillagkeresztes-hölgy (Szülei: báró Jan Joseph Jöchlinger van Jöchenstein és gróf erdődi Pálffy Anna Mária)                                                              |
| zicsi és vázsonykői gróf Zichy János (Nagyláng, 1868. május 30. – Nagyláng, 1944. január 6.) jogász, császári és királyi kamarás, valóságos belső titkos tanácsos, nagybirtokos, a Magyar Királyság kultuszminisztere, legitimista politikus, agrárius, az MTA igazgató tagja (1925), az Aranygyapjas rend lovagja. | Anyja: gróf Marie von Redern (Darmstadt, 1840. január 22. – Pécs, 1910. szeptember 26.) Erzsébet királyné palotahölgye, csillagkeresztes-hölgy                                           | Anyai nagyapja: gróf Heinrich Alexander von Redern (1804. szeptember 26. – Berlin, 1888. október 23.) porosz diplomata, szentpétervári nagykövet, Szent János rend lovagja | Anyai nagyapai dédapja: gróf Wilhelm Jakob von Redern (1750. január 2.– 1816. szeptember 6.) (Szülei: gróf Siegmund Ehrenreich von Redern és Marie Jeanne de Horguelin) |
| zicsi és vázsonykői gróf Zichy János (Nagyláng, 1868. május 30. – Nagyláng, 1944. január 6.) jogász, császári és királyi kamarás, valóságos belső titkos tanácsos, nagybirtokos, a Magyar Királyság kultuszminisztere, legitimista politikus, agrárius, az MTA igazgató tagja (1925), az Aranygyapjas rend lovagja. | Anyja: gróf Marie von Redern (Darmstadt, 1840. január 22. – Pécs, 1910. szeptember 26.) Erzsébet királyné palotahölgye, csillagkeresztes-hölgy                                           | Anyai nagyapja: gróf Heinrich Alexander von Redern (1804. szeptember 26. – Berlin, 1888. október 23.) porosz diplomata, szentpétervári nagykövet, Szent János rend lovagja | Anyai nagyapai dédanyja: Dorothea von Otterstedt (1772.–1842. május 12.) (Szülei: Ernst Joachim von Otterstedt és Johanne Elisabeth von Kleist) |
| zicsi és vázsonykői gróf Zichy János (Nagyláng, 1868. május 30. – Nagyláng, 1944. január 6.) jogász, császári és királyi kamarás, valóságos belső titkos tanácsos, nagybirtokos, a Magyar Királyság kultuszminisztere, legitimista politikus, agrárius, az MTA igazgató tagja (1925), az Aranygyapjas rend lovagja. | Anyja: gróf Marie von Redern (Darmstadt, 1840. január 22. – Pécs, 1910. szeptember 26.) Erzsébet királyné palotahölgye, csillagkeresztes-hölgy                                           | Anyai nagyanyja: herceg Vittoria von Odescalchi (1811. november 11.– Bécs, 1889. április 15.) csillagkeresztes-hölgy                                                       | Anyai nagyanyai dédapja: herceg Innocenzo von Odescalchi (Róma, 1778. július 22.– Obermeidling, Bécs,1833. szeptember 24.) valóságos belső titkos tanácsos, Ferdinánd osztrák császár és magyar király főudvarmestere (Szülei: herceg Baldassarre Odescalchi és herceg Caterina Valeria Giustiniani) |
| zicsi és vázsonykői gróf Zichy János (Nagyláng, 1868. május 30. – Nagyláng, 1944. január 6.) jogász, császári és királyi kamarás, valóságos belső titkos tanácsos, nagybirtokos, a Magyar Királyság kultuszminisztere, legitimista politikus, agrárius, az MTA igazgató tagja (1925), az Aranygyapjas rend lovagja. | Anyja: gróf Marie von Redern (Darmstadt, 1840. január 22. – Pécs, 1910. szeptember 26.) Erzsébet királyné palotahölgye, csillagkeresztes-hölgy                                           | Anyai nagyanyja: herceg Vittoria von Odescalchi (1811. november 11.– Bécs, 1889. április 15.) csillagkeresztes-hölgy                                                       | Anyai nagyanyai dédanyja: buzini gróf Keglevich Borbála Anna Alojzia (Pozsony, 1779. október 9.– 1813. március 13.) (Szülei: gróf Keglevich Károly és gróf Zichy Katalin) |

## Ajánlott irodalom
- Dvihally Géza: Zichy János gróf (Jövőnk, 1944. jan. 8. sz.)
- A nagylángi halott (Népünk, 1944. 2. sz.)